# 아테
아테(Ate)는 그리스 신화에 등장하는 망상과 어리석음의 여신이다. 제우스와 에리스 사이에서 난 딸이다.

## 같이 보기
- 루시퍼
- 네메시스